# Малинник (Могилёвская область)
Малинник — деревня в составе Заводскослободского сельсовета Могилёвского района Могилёвской области Республики Беларусь.

## Географическое положение
Ближайшие населённые пункты: Досовичи, Дубровка, Перстилы